# Bururi
Bururi je grad u Burundiju, sjedište istoimene provincije. Nalazi se 25 km istočno od jezera Tanganjika, na nadmorskoj visini od 1860 metara.
Prema popisu stanovništva iz 1990., Bururi je imao 15.816 stanovnika.